# Hans-Joachim Klein
Hans-Joachim Klein (Fráncfort del Meno, 21 de diciembre de 1947-Sainte-Honorine-la-Guillaume, 9 de noviembre de 2022) fue un antiguo terrorista y militante de Células Revolucionarias de Alemania, grupo clandestino vinculado a la segunda generación de la Fracción del Ejército Rojo donde utilizó el pseudónimo de "Henry" o "Angie".

## Orígenes
La madre de Hans-Joachim Klein era una judía alemana que pasó 18 meses arrestada en el Campo de concentración de Ravensbrück, en Alemania. Como consecuencia de los malos tratos recibidos por los nazis, la madre de Klein se suicidó en 1948 cuando Hans apenas tenía cinco meses de edad. Su padre era un Oficial de Policía, quien solía maltratarlo y con quien rompió relaciones al volver a casarse. Klein estudia entonces para ser cerrajero.

## Carrera de terrorista
En esta actividad se relacionó con miembros de la Fracción del Ejército Rojo (RAF, por sus siglas en alemán), o la Baader-Meinhof. En 1974, Klein sirvió como chófer de Jean-Paul Sartre, quien quería visitar a los líderes de la RAF presos en Stuttgart. Ese mismo año fue seleccionado por el grupo Células Revolucionarias de Alemania para participar en el secuestro de los miembros de la OPEP en Viena, en diciembre de 1975, acto terrorista dirigido por Ilich Ramírez Sánchez conocido como "Carlos". De ahí salió para Argelia, donde se refugió transitoriamente.
Debido al secuestro de la OPEP, Klein fue acusado de haber participado en el homicidio de tres personas durante la operación, entre ellos el del policía Albert Tichler quien fuera ejecutado a sangre fría por Gabriele Krocher Tiedemann, otra de los miembros de la RAF que había participado en la acción. Klein, quien no había tenido responsabilidad en ninguna de estas muertes, decide separarse del terrorismo y abandona Fráncfort enviando en mayo de 1977 una carta a la redacción de la revista alemana Der Spiegel junto con el arma de fuego y las balas que había utilizado, así como un informe donde denunciaba las operaciones terroristas que las Células Revolucionarias estaban preparando.
En 1978 Klein contactó con el Mossad y fue reclutado por la Agencia de Espionaje israelí, a quienes informó sobre la venta y entrega de armas por parte de los palestinos a grupos terroristas de la Europa occidental según confesó en su libro "La muerte mercenaria", publicado en 1979, donde contaba sus experiencias como terrorista y sus vinculaciones con la Baader-Meinhof, lo que le generó 30.000 marcos alemanes de ganancias.
A partir de ese momento, Klein es asilado en un kibutz, granja colectiva en el desierto del Neguev, después de lo cual desapareció.

## De terrorista a periodista
El martes 8 de septiembre de 1998 ,después de permanecer casi 25 años en la clandestinidad utilizando el seudónimo de Dirk Clausen, fue detenido por la policía suiza mientras bebía una cerveza en el pueblo de Saint Honorine La Guillaume; posteriormente fue extraditado y presentado ante un tribumal alemán en el año 2000. Klein había estado trabajando durante muchos años como corresponsal en Francia del semanario Der Spiegel. Su antiguo amigo de los tiempos de Fráncfort, Daniel Cohn-Bendit, apareció en el juicio junto a Joschka Fischer y Matthias Beltz, quienes declararon como testigos de descargo. Klein no fue condenado a una larga pena de prisión, sino a una pena de nueve años en una cárcel alemana, pero finalmente fue perdonado y liberado el año 2003. Vivía retirado en Normandía, Francia, y todavía mantenía una buena amistad con Cohn-Bendit. 
El cineasta holandés Alexander Oey realizó el documental "Mi vida como un terrorista: La historia de Hans-Joachim Klein" en 2005, que fue emitido en agosto de 2006 en la República Federal de Alemania.